# Јована Стојковић
Јована Стојковић (Неготин, 13. август 1981) српска је политичарка, психијатар и психотерапеут, као и чланица странке Здрава Србија, позната по антивакциналном активизму.

## Биографија
У својим друштвеним ангажманима је од 2015. године позната као наследник Слађане Велков на челу антивакциналног покрета у Србији, и организатор уличних и других врста протеста и трибина против обавезне вакцинације. Суд части Лекарске коморе Србије је покренуо поступак против Јоване Стојковић због активности усмерених против вакцинације и кампање коју спроводи на друштвеним мрежама. Први претрес није завршен зато што су, према образложењу комисије, присталице др Стојковић испуниле просторију до те мере да није било могуће наставити претрес у тим условима.
Против Јоване Стојковић је 12 лекара поднело кривичне пријаве због ширења страха и панике од вакцине. Епидемиолог Радмило Петровић, означио је Јовану Стојковић и остале антивакцинаше као директно одговорне за суноврат колективног имунитета и епидемију морбила у Србији која је букнула у октобру 2017. године и током те и следеће године однела 15 живота, укључујући осморо деце.
У политику је ушла најпре као члан медицинског савета покрета Двери, а 2018. године оснива нови политички покрет десничарске оријентације Живим за Србију, након чега окупља 15 политичких удружења у заједничку организацију Чувари Србије 1244. На изборе је 2020. године испред покрета Живим за Србију изашла у коалицији са ултранационалистичком организацијом Левијатан. Од 2022. године Живим за Србију део је десно-популистистичке коалиције Суверенисти.
22. априла 2023. године заједно са својим покретом Живим за Србију приступила је странци Здрава Србија. Али убрзо октобра 2023. године напушта Здраву Србију.